# Gare de Chengdu
 (janvier 2016).
Si vous disposez d'ouvrages ou d'articles de référence ou si vous connaissez des sites web de qualité traitant du thème abordé ici, merci de compléter l'article en donnant les références utiles à sa vérifiabilité et en les liant à la section « Notes et références ».
La gare de Chengdu est une gare ferroviaire chinoise situé à Chengdu.

## Situation ferroviaire
La gare se trouve dans le nord de la ville.

## Histoire
La gare est inaugurée le 1 juillet 1952, au moment où la ligne Chengdu - Chongqing est mise en service, son bâtiment actuel est construit en 1984 et renové en 2005. Suite la demande de la rénovation du quartier nord de Chengdu par la mairie, l'étude du projet de la reconstruction de la gare est lancé en 2011. On pense à construire la nouvelle gare en bois.

## Dessertes
La gare de Chengdu est aujourd'hui desservie par 93 trains d'aller-retours chaque jour et un train d'aller-retours tous les deux jours.
| Les destinations accessibles directes au départ de la gare de Chengdu |                                                                                |                                                                                   |
| - Les destinations dans chaque cellule sont classées par l'ordre d'alphabet chinois (Pinyin) du nom de la gare. - Les destinations en italique sont desservies par un train tous les deux jours, les autres sont tous accessibles tous les jours. - Les destinations desservies par les trains supplémentaires (numéro K4XXX ou 3XXX) ne sont pas affichées dans ce tableau. |                                                                                |                                                                                   |
| Province | Destination                                                                    | Destination                                                                       |
| Province | En CRH                                                                         | En train classique                                                                |
| Beijing (Pékin) |                                                                                | Pékin-Ouest                                                                       |
| Fujian |                                                                                | Fuzhou                                                                            |
| Gansu |                                                                                | Lanzhou                                                                           |
| Guangdong |                                                                                | Dongguan-Est, Guangzhou, Guangzhou-Est, Shenzhen-Ouest                            |
| Heilongjiang |                                                                                | Jiamusi                                                                           |
| Henan |                                                                                | Zhengzhou                                                                         |
| Hubei | Wuhan (Hankou)                                                                 |                                                                                   |
| Jiangsu |                                                                                | Yangzhou                                                                          |
| Liaoning |                                                                                | Shenyang-Nord                                                                     |
| Neimenggu |                                                                                | Hulunbuir (Hailar)                                                                |
| Ningxia |                                                                                | Yinchuan                                                                          |
| Qinghai |                                                                                | Delingha, Golmud, Ledu, Haidong, Xining                                           |
| Shaanxi |                                                                                | Xi'an                                                                             |
| Shandong |                                                                                | Qingdao                                                                           |
| Shanghai |                                                                                | Shanghai, Shanghai-Sud                                                            |
| Shanxi |                                                                                | Taiyuan                                                                           |
| Sichuan | Dazhou, Dujiangyan, Nanchong, Parc de Lidui, Pengzhou, Qingchengshan, Yingshan | Bazhong, Emei, Guangyuan, Jiangyou, Nanchong, Panzhihua, Xichang, Yibin, Yingshan |
| Tianjin |                                                                                | Tianjin                                                                           |
| Xinjiang |                                                                                | Korla, Ürümqi                                                                     |
| Xizang |                                                                                | Lhassa                                                                            |
| Yunnan |                                                                                | Kunming                                                                           |
| Zhejiang |                                                                                | Hangzhou, Ningbo                                                                  |

## Intermodalité

### Gare routière
| Les gares routières proche de la gare de Chengdu |                              |                         |
| Nom de la gare routière                          | Position géographique        | Principales destination |
| Pôle d'échange de Chengdu-Nord 成都城北客运中心  | à 400m de l'ouest de la gare | (Au moins 200 villes)   |
| Gare routière de Wukuaishi 五块石客运站          | à 600m au nord de la gare    | (Au moins 100 villes)   |

### Transport urbain
| Les transports urbains à la gare de Chengdu        |                             |                                                                                     |
| Nom d'arrêt                                        | Position géographique       | Les lignes desservies,                                                              |
| Gare du Nord 火车北站                              | sous-sol (station du métro) | - Ligne 1 - Ligne 7 (mise en service à la fin du 2017)                              |
| Gare du Nord - Est 火车北站东站                    | à l'est sur le viaduc       | K1, K1a                                                                             |
| Gare du Nord - Ouest 火车北站西站                  | à l'ouest sur le viaduc     | K2, K2a                                                                             |
| Terminus de la gare du Nord 火车北站公交站         | à l'ouest de la gare        | 2, 9, 16, 17, 24, 27, 34, 36, 50, 52, 54, 55, 57, 65, 73, 83, 86, 123, 298          |
| Terminus de la gare du Nord 火车北站公交站         | en face de la gare          | 15, 16, 27, 28, 34, 55, 70, 73, 83, 86, 123, 298, 1131, Ligne 2 du Navette Aéroport |
| Terminus de la gare du Nord - Est 火车北站公交站东 | à l'est de la gare          | 11, 15, 28, Ligne 2 du Navette Aéroport                                             |